# ウィリアム・ハスティー
ウィリアム・ハスティー（William Hastie、Hesteとも、ロシア語: Василий Иванович Гесте、1753年または1755年もしくは1763年 - 1832年6月）は、帝政ロシアで活躍したスコットランド人建築家、都市計画家。土木技術者。
名前はウィリアム・ヘステ、その他日本の文献ではワシリー・ゲステ（Vasily Geste、V・ゲステ - V・Geste）、B・ゲステ等の表記が見られる。生年も諸説ある。
1810年時点で、当時のロシアの主要都市建設に大方関与していた人物である。

## 人物概要
1784年、エジンバラからチャールズ・キャメロングループの一員としてツァールスコエセローに来た際に、ロシア側に雇用されたとされている。
その後のおもな実績は、以下の通り。
エカチェリノスラフ
1795年、エカチェリノスラフ県（現・ドニプロペトロウシク）主任建築家。古宮殿や遺物調査に従事している。1799年から1810年にかけては、エカチェリノスラフのための生産基本再開発計画策定に従事。
Izhorsky記念工場建設
1803年にはサンクトペテルブルクに渡り、チャールズ・ガスコインの建設現場助手としてIzhorsky記念工場建設に参加。一緒にガスコインとオフィスを設置し実施設計および監理などに従事し、さらにこの時期イジョラ川ダム総合計画を構想する。ここで金属加工および橋梁工学の実践的な知識を取得した。 
ウファ
1803年、できてまもなかった都市ウファの初期マスタープランを計画した。1817年に一緒に計画を修正するとした測量技師スメタニンと再び訪れる。この計画は政府に1819年、承認されたプロジェクトとなる。19世紀のウファの都市建設はこの計画を基に進められた。
サンクトペテルブルクの橋
1805年、サンクトペテルブルクに戻り、市内の小河川の橋を構築する依頼をうけた。こうして、青橋と緑橋、赤橋、Potseluev橋を設計した。これらはサンクトペテルブルクで最初の鋳鉄製の橋であった。1818年に完成した青橋はマリインスキー宮殿、Isaakievskaya広場に隣接しており、市内中心部の歴史的建造物が集まる地区に位置する。橋はその色にちなんで命名され、広場周辺の建築との調和にも重要な役割を果たしている。1844年に青橋は拡幅され、97.3mという非常に幅の広い橋になった。この橋は現在でもサンクトペテルブルクで最も幅の広い橋で車道の間の分離帯の部分は駐車場として利用されている。
ツァールスコエ・セロー
1808年からは、ツァールスコエ・セローの主任建築家となり、この都市の都市マスタープランを作成した。またこの時期2つの重要な任務を遂行している。
ひとつは、Podil地区再建とコントラクトハウス再興（Contracts House、1815年-1817年)で、ウクライナ・キエフのPodil地区で大規模な火災が発生。1811年市街大部分を破壊し、コントラクトハウスが焼失。1812年、街の復興計画立案。彼がキエフに到着したその年の終わりに向かって、現にどう広くて、まっすぐな通りを、サンクトペテルブルクで作成した正方形の通常のプランを敷地条件に適合させる。しかしながら、ナポレオン・ボナパルトとの戦争で事業実施は中断。
さらに、焼失したコントラクトハウス再興を依頼される。クラシックスタイルで建設するため、ヘスティの他アレクサンドル・メレンスキーに監修を委嘱している。1815年に、古い市の議会ビルの新しいContract Squareで再興されることになる。
もうひとつは、キエフの証券取引所というウクライナ国家として最も重要な経済団体を創設するのにかかわる。また、契約法を購入のために特性、陸、貸付契約、持参金、意志、および他の多くの財務が売れて、借作成を改正。 このことは、イギリス、フランス、デンマーク、ギリシア、オーストリア、およびプロシアとして同じくらい地主と商人を引き付けてフェアに純粋に国内の関心からで、国際的事件であった。広大な領域の高貴のユニークなアセンブリに開催地と時を供給したので、同時に地元住民に有益をもたらした。 フェアの間、会う主要な理由の1つは、地方選挙を行うことであった。
チェルカスイ
1815年には、開発が進むチェルカスイの建物群のマスタープランを策定する。広い範囲内において、通りは直角で交差想定。通りには古代ローマの都市の同様の方法で配置されている。
この市は過去の歴史の中で何度も破壊され、その都度再建された。いくつかの建物は19世紀に建てられたままで存在。 
通りや旧市街の広場の場所のシステムと、ウクライナ19世紀初頭の都市計画の芸術のモニュメントで都市を形成。
オムスク
1820年から、オムスクの都市計画事業を担当し、町は、建築アンサンブルの中心時間形を取るようになった。
参加者の謄本の送達戦争という異なるHusfordと、のちの西シベリアKaptsevich pにより総督として任命され事業を実施。頑丈な石建物が並ぶその町は、時間と緑地の成長がかなりなされた。1825年には、1770年時点の都市計画案を基礎として使用し、マスタープランの策定プロジェクトを構成。 広い直線道路で近所の図正規のレイアウトに関する主要なアイデアは、さらなる発展と改善を得る。220 * 120メートルの中サイズで、街の近所の元の型を開発した都市とし、かなりの領土の増加の目的は、新しい住居ゾーンを追加するためのデザインを使用。近隣のアパートの建築群や教区教会や貿易施設をブロックで整理した。 
市が正方形ことになって南部の中心とドヴォール大聖堂は、1829年1月建築オムスク一般的な計画を修正の28日、それは皇帝と確認した瞬間からで、それは都市の建築家の開発の主要な基礎数十年になるが確認された。 
これ以降は、モスクワ火災で都市破壊をされた再開発計画の詳細を最初に提案する。しかし、街の歴史的背景を無視した案として拒否される。 
ヘスティーは、都市計画事業の遂行も担当責任者の役割として、ひとつのコミッションだけでなく行うという側面もあった。近代ロシア建築を確立することにおけるヘスティーの役割は文字通りとてつもなく広かった。スコットランドの文学の影響、ウォルター・スコットの影響を受けた暗黙の友愛は、麻の取り引きから製鉄業までの薬からサミュエル・グリーグのキャサリンのコマンドまで海外進出をしていたので、世界的に特異の現象ではなかった。しかし結果としてどこの国よりもスコットランドはロシア帝国へ重要な文化方面の変革を供給することになっていった。建築分野の歴史家は、スコットランドの建築家が果たした役割において、完全に続いた構造の場所か遺産を認識するというわけではなくてチャールズ・キャメロンのロシアのキャリアに専ら集中する傾向があり、これがネオPalladian・スタイルの導入分析など、スコットランドが影響を及ぼした他2つの主要分野(ゴシックリヴァイヴァルと都市計画の適用)への研究課題が残されている。